# Ella Barowsky
Ella Barowsky (* 11. Januar 1912 in Charlottenburg; † 25. September 2007 in Berlin) war eine deutsche Politikerin der LDP/FDP.

## Leben und berufliche Entwicklung
Ella Barowsky studierte Anfang der 1930er Jahre Volkswirtschaftslehre an der Universität Berlin. Anschließend arbeitete sie von 1934 bis 1938 als Archivarin bei der Wohnungsbaufirma Treubau AF für Berlin. 1943 promovierte sie zur Dr. phil. In der Nachkriegszeit war sie Trümmerfrau. 1950 lag sie wegen einer Typhuserkrankung mehrere Monate im Krankenhaus.
Von 1964 bis 1975 war Barowsky Direktorin des Lette-Vereins. Als langjährige Vorsitzende und Ehrenvorsitzende des Deutschen Akademikerinnenbundes Berlin e. V. trieb sie die Gleichstellung der Frau im Bildungsbereich voran. Außerdem engagierte sie sich in der Gesellschaft für Christlich-Jüdische Zusammenarbeit in Berlin, in der sie von 1974 bis 1992 eine der drei Vorsitzenden war, sowie in der Deutsch-Israelischen Gesellschaft und im Verein der Freunde der Hebräischen Universität Jerusalem, wo sie jeweils dem Vorstand angehörte. Zuletzt war sie Ehrenvorsitzende der Berliner Gesellschaft für Christlich-Jüdische Zusammenarbeit.
Nach dem Berliner Bankenskandal war Barowsky eine der Initiatorinnen des Volksbegehrens für eine Neuwahl des Abgeordnetenhauses.

## Politik
Barowsky beteiligte sich 1945 an der Gründung der LDP in Berlin, aus deren West-Berliner Ortsverbänden nach der Spaltung der Stadt der Landesverband Berlin der FDP wurde. Innerhalb der West-Berliner FDP gehörte sie zum linksliberalen Flügel um Hans Reif. Von 1946 bis 1948 war sie Mitglied der Stadtverordnetenversammlung von Berlin und unterstützte dort die Arbeit des Frauenausschusses. Anschließend saß sie im Abgeordnetenhaus von Berlin, in dem sie zeitweise stellvertretende Vorsitzende der FDP-Fraktion war. Von 1951 bis 1955 war sie Bezirksbürgermeisterin von Berlin-Schöneberg und später Finanzstadträtin in Berlin-Wilmersdorf. Sie gehörte in den 1950er Jahren zeitweise dem erweiterten FDP-Bundesvorstand an und war stellvertretende Landesvorsitzende der Berliner FDP. Schwerpunkt ihrer Arbeit war die Sozial- und die Finanzpolitik. Sie war Ehrenvorsitzende der Berliner FDP.

## Ehrungen

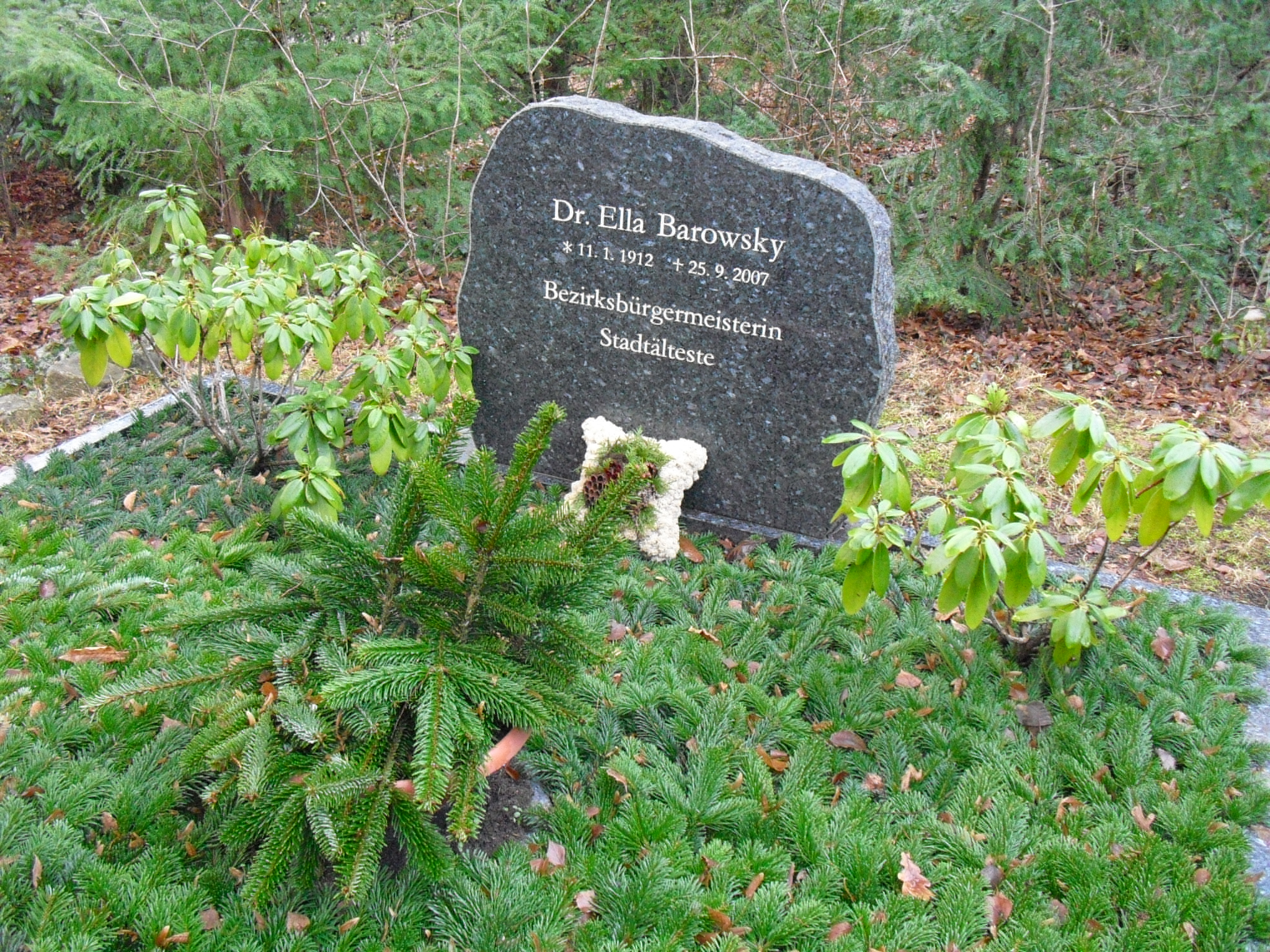
Ella Barowskys Grab auf dem II. Städtischen Friedhof Eythstraße in Berlin-Schöneberg

- Bundesverdienstkreuz am Bande (26. Februar 1968)[3]
- Stadtältester von Berlin (1977)
- Fidicin-Medaille des Vereins für die Geschichte Berlins (1991)[4]
- Louise-Schroeder-Medaille (2003)[5]
- Goldene Ehrenmitgliedschaft der Ernst-Reuter-Gesellschaft der Freien Universität Berlin (2004)
- Ehrengrab der Stadt Berlin (November 2018)[6]
- Umbenennung des Tempelhofer Wegs in Ella-Barowsky-Straße, in Berlin-Schöneberg (1. März 2021)[7]

## Schriften
- Probleme der städtischen Wohnbaufinanzierung in den Vereinigten Staaten, mit besonderer Berücksichtigung des „Kleinwohnungsbaues“. Jur. Diss., Berlin 1942.
- Wiederaufbau von Demokratie und Selbstverwaltung. [Erinnerungen einer Berlinerin „der ersten Stunde“]. Presse- u. Informationsamt des Landes Berlin, Berlin 1988.